# Metropolitano de Oslo
O Metropolitano de Oslo (em norueguês:  Oslo T-bane) é um sistema de metropolitano  que tem 85 km de extensão e 101 estações, das quais 17 são subterrâneas. A rede é formada por cinco linhas que percorrem o centro de Oslo, atendendo 14 dos 15 distritos da cidade, duas linhas vão até Kolsås e Østerås, no município vizinho de Bærum. Em 2016, o sistema teve um número de passageiros anual de 118 milhões.
Foi inaugurado comercialmente (tendo sido convertido para metropolitano) em 1966.